# HD 150012
HD 150012，又名BD+13 3177，SAO 102278、HR 6181，是一颗恒星，视星等为6.31，位于銀經30.58，銀緯35.73，其B1900.0坐标为赤經16h 33m 11.4s，赤緯+13° 35.73′ 22″。